# Ruda Milicka
Ruda Milicka (niem. Althammer-Militsch) – wieś w Polsce, położona w województwie dolnośląskim, w powiecie milickim, w gminie Milicz, na skraju rezerwatu przyrody Stawy Milickie.

## Nazwa
12 listopada 1946 nadano miejscowości polską nazwę Ruda Milicka.

## Podział administracyjny
| SIMC    | Nazwa | Rodzaj    |
| ------- | ----- | --------- |
| 0878234 | Dębów | część wsi |

W latach 1975–1998 miejscowość należała administracyjnie do województwa wrocławskiego.

## Współczesność
Od roku 2011 mieszkańcy nadają miejscowości charakter wsi tematycznej Ptasia kraina, co wiąże się m.in. z przyozdabianiem poszczególnych budynków drewnianymi wizerunkami ptactwa autorstwa Jerzego Zakowicza, sadzeniem roślinności przyjaznej gniazdowaniu ptaków, czy też projektowaniem ogrodów przyjaznych dla tych zwierząt. 

## Zabytki i osobliwości
W miejscowości zachowały się:
- dawna leśniczówka von Maltzanów, pochodząca z 2. połowy XIX wieku[9], obecnie gajówka Lasów Państwowych (budynek nr 23),
- drewniany jaz spiętrzający wody Prądni o 4,7 m (najwyżej w Dolinie Baryczy), zbudowany w końcu XIX wieku,
- zasuwa na potoku (koniec XIX wieku),
- budynki mieszkalne i gospodarcze z lat 1870–1939.

## Nauka i położenie
Istnieje tu też Stacja Ornitologiczna Uniwersytetu Wrocławskiego. Do roku 1991 przebiegała przez wieś wąskotorowa linia Wrocławskiej Kolei Dojazdowej z Milicza do Sulmierzyc.